# Toyota TF108
El Toyota TF108 es un monoplaza de Fórmula 1 diseñado y construido por el equipo Toyota Racing para competir en la temporada 2008. Fue pilotado por Jarno Trulli y Timo Glock.

## Temporada
Tras el fracaso que significó el 2007 para la escuadra japonesa, el equipo sufrió grandes cambios tanto en la parte dirigencial como en la alineación de pilotos. En la parte técnica Pascal Vasselon se encargaría del diseño de los futuros coches, mientras que Timo Glock reemplazaría a Ralf Schumacher en el segundo asiento de la escudería y se convirtió en el nuevo compañero de Jarno Trulli. También se confirmó que el equipo Toyota empezaría a usar caja de cambios del equipo Williams, equipo que usa motores del equipo japonés.
El TF108, a pesar de no demostrar nada revolucionario en su diseño, demostró ser un chasis muy fiable y rápido. Jarno Trulli tuvo varias buenas actuaciones desde el primer Gran Premio en Australia, siendo su momento cumbre en Francia, donde el piloto italiano consiguió el tercer puesto;
por su parte, Timo Glock tuvo un comienzo de temporada más discreto, el expiloto de Jordan, equipo con el que compitió en 2004, no podía adaptarse al coche, pero en Canadá consiguió un cuarto puesto y a partir de entonces su rendimiento fue en ascenso y consiguió un segundo puesto en Hungría. Finalmente, Jarno Trulli finalizó la temporada 2008 noveno con 31 puntos, mientras Timo Glock lo hizo en la décima plaza con 25 unidades. Toyota terminó la temporada con 56 puntos y con la quinta plaza entre los equipos.

## Resultados
(Clave) (negrita indica pole position) (cursiva indica vuelta rápida)

| Año  | Motor     | Neu. | N.º | Pilotos      | 1   | 2   | 3   | 4   | 5   | 6   | 7   | 8   | 9   | 10  | 11  | 12  | 13  | 14  | 15  | 16  | 17  | 18  | Puntos | Pos. |
| ---- | --------- | ---- | --- | ------------ | --- | --- | --- | --- | --- | --- | --- | --- | --- | --- | --- | --- | --- | --- | --- | --- | --- | --- | ------ | ---- |
| 2008 | RVX-08 V8 | B    |     |              | AUS | MYS | BHR | ESP | TUR | MON | CAN | FRA | GBR | GER | HUN | EUR | BEL | ITA | SIN | JPN | CHN | BRA | 56     | 5º   |
| 2008 | RVX-08 V8 | B    | 11  | Jarno Trulli | Ret | 4   | 6   | 8   | 10  | 13  | 6   | 3   | 7   | 9   | 7   | 5   | 16  | 13  | Ret | 5   | Ret | 8   | 56     | 5º   |
| 2008 | RVX-08 V8 | B    | 12  | Timo Glock   | Ret | Ret | 9   | 11  | 13  | 12  | 4   | 11  | 12  | Ret | 2   | 7   | 9   | 11  | 4   | Ret | 7   | 6   | 56     | 5º   |